# Николаевка (село, Михайловский район, Алтайский край)
Никола́евка — село в Михайловском районе Алтайского края. Административный центр Николаевского сельсовета.

## География
Село находится по западной стороне региональной автодороги Рубцовск — Славгород, на расстоянии 27 км к северо-западу от  села Михайловское, административного центра района. В 13 км к западу от села проходит российско-казахстанская граница.

## История
Основано в 1858 году. Село полностью сгорело 8 сентября 2010 года. После пожара было восстановлено.

## Население
| 1997  | 1998  | 1999  | 2000  | 2001  | 2002  |
| ----- | ----- | ----- | ----- | ----- | ----- |
| 1424  | ↗1428 | ↘1406 | ↗1420 | ↘1413 | ↘1355 |
| 2003  | 2004  | 2005  | 2006  | 2007  | 2008  |
| ↗1379 | ↗1413 | ↗1437 | ↘1373 | ↘1363 | ↘1348 |
| 2009  | 2010  | 2011  | 2012  | 2013  |       |
| ↘1315 | ↘1052 | ↗1086 | ↘971  | ↘925  |       |

## Улицы
| - ул. Адаменко, - ул. Восточная, - ул. Евдокимова, | - ул. Ленина, - ул. Леткиных, - ул. Лисевцева, | - ул. Молодёжная, - ул. Новая, - ул. Советская. |